# Acochlidium bayerfehlmanni
Acochlidium bayerfehlmanni is een slakkensoort uit de familie van de Acochlidiidae. De wetenschappelijke naam van de soort is voor het eerst geldig gepubliceerd in 1980 door Wawra.